# Ministeri de Medi Ambient, Energia i Canvi Climàtic de Grècia
Ministeri de Medi Ambient, Energia i Canvi Climàtic (en grec: Υπουργός Περιβάλλοντος, Ενέργειας και Κλιματικής Αλλαγής) és un ministeri del govern de Grècia responsable de la gestió del Medi Ambient, Energia i Canvi climàtic. Va ser creat el 7 d'octubre de 2009, després de la victòria electoral del Moviment Socialista Panhel·lènic el 4 d'octubre, procedent de l'ex ministeri de Medi Ambient, Urbanisme i Obres Públiques.

## Llista de Ministres de Medi Ambient, Energia i Canvi Climàtic
| Nom                      | Entrada             | Sortida            | Partit                           | Notes               |
| ------------------------ | ------------------- | ------------------ | -------------------------------- | ------------------- |
| Tina Birbili             | 7 d'octubre de 2009 | 17 de juny de 2011 | Moviment Socialista Panhel·lènic |                     |
| Giorgos Papakonstantinou | 17 June 2011        | 17 May 2012        | Moviment Socialista Panhel·lènic |                     |
| Gregory Tsaltas          | 17 de maig de 2012  | 21 de juny de 2012 | Independent                      | Govern de transició |
| Evangelos Livieratos     | 21 de juny de 2012  | now                | Independent, proposat per PASOK  | Govern de coalició  |